# Strepsirrhini
Gli strepsirrini (Strepsirrhini) sono uno dei due sottordini dei Primati. Il nome deriva dal greco antico στρεψίς?, strepsis ("curvatura") e ρίς, ῥινός, rhís, rhinòs ("naso"), in riferimento al naso ricurvo, principale caratteristica che li distingue dal sottordine degli Haplorrhini.
La maggior parte delle specie di strepsirrini sono endemiche del Madagascar, ma sono presenti anche nell'Africa continentale e nel sud-est asiatico (galagoni e lori).

## Tassonomia
Il sottordine degli strepsirrini viene suddiviso in tre infraordini: Lemuriformes, Chiromyiformes e Lorisiformes.
I rapporti filogenetici tra i tre raggruppamenti non sono ancora del tutto chiariti: tutti e tre gli infraordini sembrano essere monofiletici ed è dimostrata una relazione cladistica (sister group relationship) tra Lemuriformes e Chiromyiformes, anche se alcuni studiosi sono propensi a credere che i Chiromyiformes siano una forma ancestrale equidistante da Lemuriformes e Lorisiformes, la cui esatta posizione filogenetica è invece da accertare.
Il sottordine comprende 114 specie viventi finora scoperte:
- Ordine Primates
  - Sottordine Strepsirrhini
    - Infraordine Lemuriformes
      - Superfamiglia Cheirogaleoidea
        - Famiglia Cheirogaleidae

      - Superfamiglia Lemuroidea
        - Famiglia Lemuridae
        - Famiglia Lepilemuridae
        - Famiglia Indriidae

    - Infraordine Chiromyiformes
      - Famiglia Daubentoniidae

    - Infraordine Lorisiformes
      - Superfamiglia Lorisoidea
        - Famiglia Lorisidae
        - Famiglia Galagidae

## Descrizione
Una delle principali caratteristiche distintive delle specie appartenenti al sottordine Strepsirrhini è la conformazione del naso. Questo è unito da una banda connettivale al labbro superiore, a sua volta fissato alle gengive. Tale particolare conformazione limita notevolmente la mimica facciale di queste specie.
A causa di questa caratteristica, gli strepsirrini sono da sempre considerati più primitivi degli aplorrini.

Altre caratteristiche "primitive" sono le minori dimensioni del cervello rispetto al corpo, l'assenza della barra postorbitale riscontrabile negli aplorrini, e la capacità di fabbricare la vitamina C per via enzimatica che invece gli aplorrini hanno perduto.
Con l'eccezione della Daubentonia madagascariensis (la cui dentizione da latte è tuttavia simile a quella degli altri), tutti i primati strepsirrini sono caratterizzati dalla presenza di un pettine dentale: è una struttura derivante dalla fusione di 4 incisivi e 2 canini, allungati e orientati in avanti, che viene utilizzata per raccogliere la resina degli alberi, di cui si nutrono, nonché per il grooming, per espletare il quale essi hanno inoltre sviluppato un'apposita unghia sul dito indice.
Essendo la maggior parte degli strepsirrini di abitudini notturne, molti di essi (fra cui anche specie diurne, come il catta) hanno sviluppato un tapetum lucidum sulla parete posteriore degli occhi, per meglio catturare la fioca luce notturna.

Le grandi orecchie, che possono essere mosse indipendentemente l'una dall'altra, ed il sensibile olfatto sono anch'essi adattamenti a una vita notturna.
Le dimensioni degli strepsirrini variano dai 6 cm del microcebo pigmeo ai 70 cm dell'indri (che diventano 120 considerando le zampe posteriori): specie estinte, come l'Archaeoindris, raggiungevano i due quintali di peso e le dimensioni di un gorilla.

## Biologia
La maggior parte delle specie (circa il 75%) hanno abitudini notturne: non mancano tuttavia specie diurne, che sono solitamente quelle di dimensioni maggiori (sifaka, catta, indri, ecc.).

Le specie si ripartiscono abbastanza equamente fra insettivore e frugivore, anche se sono pochissime le specie esclusivamente erbivore o insettivore, ma si osserva una tendenza più o meno accentuata a una dieta onnivora. Solitamente, le specie di dimensioni maggiori sono anche le più erbivore e viceversa.

### Riproduzione
La abitudini riproduttive degli Strepsirrini differiscono notevolmente da quelle degli Aplorrini: prima di tutto gli strepsirrini presentano spesso una stagione degli accoppiamenti (in particolare i lemuri malgasci sembrano sincronizzare il proprio estro, sicché tutti i cuccioli di una specie vengono partoriti nel giro di un paio di settimane), inoltre le cucciolate di strepsirrini tendono a essere più numerose di quelle degli aplorrini: le femmine di strepsirrini hanno un utero a Y e più ghiandole mammarie.